# BookChef
BookChef – українське видавництво, що спеціалізується світових бестселерах, літературі young adult та нонфікшн виданнях. Видає твори, популярніс в США, Європі та Азії. Директор — Олександр Кірпічов.

## Історія
Видавництво було створено 2017 року, воно видавало переклади бестселерів в різних жанрах: фентезі, класика, детективи, любовні та історичні романи, young adult, дитяча література та нонфікшн: психологія, краса, бізнес та підприємництво, здоров'я й медицина, мотивація й саморозвиток, біографії.
Першою книгою видавництва стала книга «Життя без обмежень» Ніка Вуйчича. Також діє інтернет-магазин.
Видавництво бере участь у книжкових виставках та форумах в Україні та за кордоном. Видавництво представляло свої видання на «Книжковому Арсеналі», Kyiv Book Fest, «Книжковій країні», «Львівському форумові видавців», Kyiv Book Weekend, на Франкфуртському книжковому ярмарку.
2022 року BookChef і Yakaboo зупинили співпрацю через заборгованості. Суд визнав, що заборгованість Yakaboo перед BookChef складала 13 млн грн. 7 серпня 2024 року співпрацю відновили.

### Звинувачення у зв'язках із Росією, зміна керівництва
У грудні 2023 року видавництва Vivat, «Книгарня Є», Yakaboo, КСД і «Книголенд» спільно заявили про зупинку продажу книг видавництва BookChef. Це сталося після звинувачення видавництва у співпраці з російськими компаніями, зокрема з «Ексмо-АСТ». Після звинувачень власників видавництва у зв'язках з книжковим ринком Росії, видавництво запросило у СБУ підтвердження щодо відсутності таких зв'язків. За даними відповіді СБУ, таких зв'язків знайдено не було.
За даними BookChef, видавництво до цього дійсно мало зв'язки з ринком РФ, але з часом відокремилося від російського видавництва «Форс». 19 січня 2024 р. новою власницею видавництва BookChef стала Карина Кірпічова, дружина генерального директора Олександра Кірпічова.

## Художня література
Особливим дизайном з артхаусною стилістикою відрізняється серія «Класика», яка видається з 2020 року:
- Джордж Орвелл «1984», «Колгосп тварин» — 2020 р.
- Олдос Гакслі «Який чудесний світ новий!» — 2020 р.
- Вільям Ґолдінґ «Володар мух» — 2020 р.
- Вільям Сомерсет Моем «Тягар пристрастей людських» — 2021 р., «Театр», «Розмальована вуаль» — 2022 р.
- Жан-Поль Сартр «Нудота» — 2022 р.
- Курт Воннегут «Колискова для кішки», «Бойня номер п'ять», «Ґалапаґос» — 2022—2023 рр.
- Джон Стейнбек «Про мишей і людей», «Грона гніву» — 2022—2023 рр.
- Джон Фаулз «Маг», «Колекціонер» — 2022—2024 рр.
- Герберт Веллс «Війна світів» — 2023 р.
- Кнут Гамсун «Голод» — 2023 р.
- Джером Девід Селінджер «Ловець у житі», «Дев'ять оповідань», «Вище крокви, теслярі! Сеймур: вступ», «Френні та Зуї» — 2022—2025 рр.
- Нікколо Мак'явеллі «Державець» — 2024 р.

## Найвідоміші серії фентезі
Однією з найпопулярніших є серія «П'ять ночей із Фредді» — 2022 р., 2023 р., написана розробником комп'ютерних ігор Five Nights at Freddy's Скотт Коутон в тандемі Кірою Брід-Ріслі. В основі твору — протистояння людей та аніматроніків. Ще п'ять книг серії — «Жахастики Фасбера» — 2024 р. від Скотта Коутона та Еллі Купер. Юні читачі з захватом занурюються у світ моторошних пригод.
Серія Трейсі Вульф «Жага» — 2023 р., 2024 р. — це три книги про академію на Алясці, де вчаться діти, що мають надприродні сили. Твори нагадують Поттеріану.
Серія фентезі А. Achell «Клинок королеви» — 2023 р., 2024 р. написана молодою українською авторкою. Історія про життя й пригоди Клинка королеви Малкії Денмір.
Романтичне фентезі  Дженніфер Л. Арментраут — серія «Кров і попіл» — 2022 р., 2023 р., 2024 р., 2025 р.

## Dark Romance
Dark romance або темна романтика — це твори з привабливими антигероями, в яких немає чітких моральних принципів, а межі дозволеного — розмиті. Книги дарк романс відрізняються динамічним сюжетом, напруженою атмосферою, емоційною інтенсивністю, наявністю таємниць, еротизмом та романтичною лінією. Жанр виріс з готичної прози, містики, романтичних повістей та романів.
BookChef випустив серію книг Х. Д. Карлтон «Гра в кота і мишу. Книга І. Переслідування Аделіни» — 2023 р. та «Гра в кота і мишу. Книга І. Полювання на Аделіну» — 2024 р. Заради добрих справ головний герой робить страшні речі. Родзинкою серії є лінія кохання між бедбоєм і героїнею, книги переповнені досить відвертими описами сексуальних сцен.
Ще одна серія дарк романс — три книги Скарлетт Сент-Клер «Гадес і Персефона» — 2023 р., 2024 р. Динамічний сюжет і неймовірні життєві ситуації богів-олімпійців у сучасному світі, моторошні описи потойбічного світу, яскрава любовна лінія з еротичними сценами.
Серія Керрі Маніскалко «Королівство Нечестивих» — 2024 р. — це теж жанр dark romance. Авторка створила образи демонічних принців, які є одночасно привабливими й моторошними.

## Психологія
- книжка Джима Ловлесса «Іди туди, де страшно. І матимеш те, про що мрієш» — 2022 р. 10 правил приборкання внутрішніх тигрів;
- книга Бріанни Вест «Тією горою є ви. Як перетворити самосаботаж на самовдосконалення» — 2023 р. Дослідження емоційного інтелекту і травматичного досвіду;
- книжка Коліна Тіппінга «Радикальне прощення» — 2022 р.
- Бріанна Вест «Переломний рік. 365 днів, щоб стати людиною, якою ви справді хочете бути» — 2023 р.
- Джо Диспенза «Шлях до надприродного. Як звичайні люди досягають незвичайного» — 2024 р.

## Українські проєкти
Трилогія А. Achell «Клинок королеви» — це серія фентезі від української письменниці. Авторка в досить молодому віці написала 7 книжок в жанрі фентезі. Серія романів «Клинок королеви» — це перша трилогія А. Achell. Всі три твори мають продуманий взаємопов'язаний сюжет, в якому прослідковується любовна ЛГБТ-лінія. Першу частину «Танок з тінями» і другу — «Дитя тіней» читачі вже мають, третя буде випущена у 2025 р.
Книги про успішний бізнес:
- Денис Каплунов, «Королі соціальних мереж» — історія побудови з нуля власного бренду;
- «Big Money: принципи перших. Відверто про бізнес і життя успішних підприємців» від Євгена Черняка, як якісно робити свою справу.

Українська класика представлена творами Івана Франка, Марка Вовчка, Володимира Винниченка, Лесі Українки, сучасна проза — книгою Хелени Андрейчикової.
Magnum opus видавництва — проєкт Народного вчителя України Павла Віктора, популярний завдяки своїм відеоуроками з фізики. BookChef видало серію посібників з фізики авторства Віктора Павла.
Ще один відомий проєкт видавництва — книжки-вімельбухи з тематикою українських міст:
- «Легенди Харкова»;
- «Легенди Києва»;
- «Легенди Одеси»;
- «Легенди Львова».

Яскраві вімельбухи показують і розказують історію наших міст, знайомлять з міськими таємницями та легендами.

## Автори
BookChef друкує авторів: Дженніфер Л. Арментраут, Бріанну Вест, Трейсі Вульф, Жана-Крістофа Гранже, Джо Диспензу, Х. Д. Карлтон, Тревіса Джона Клюна, Сюзанну Коллінз, Тіллі Коул,  Джима Ловлесса, Керрі Маніскалко, Джона Маррса,  Джорджа Орвелла, Стівена Протеро, Скарлетт Сент-Клер, Ніккі Сент-Кроу, Коліна Тіппінга, Річарда Шеперда, Лю Цисіня та ін. При виборі враховується популярність книги у світі, сюжет, авторський стиль тощо. Також випускає книги політиків (Барак Обама, Мішель Обама, Білл Клінтон), акторів (Вілл Сміт, Метью Макконагі), істориків (Ювал Ной Харарі) тощо.

## Перекладачі
Алегоричний роман лауреата Нобелівської премії з літератури Вільяма Ґолдінґа «Володар мух» був виданий у перекладі письменниці, перекладачки, літературознавиці Соломії Павличко. Книгу Олдоса Гакслі «Який чудесний світ новий!» переклав Віктор Морозов, автор українського перекладу Гаррі Поттера, член українського ПЕН. Морозова внесено до почесного списку IBBY (Міжнародної ради з книг для молоді).
Всі книги ізраїльського історика Ювала Ноя Харарі, присвячені темі походження людства, його сьогодення і майбутнього, переклав українською науковець, політолог Олександр Дем'янчук.
BookChef здійснює переклади творів з англійської, французької, німецької, китайської, корейської, японської, норвезької та інших мов. Над книгами працюють перекладачі: О. Барабаш, О. Бершадська, Т. Гордієнко, Ю. Григоренко, Т. Дуда, Г. Литвиненко, О. Макарова, Є. Мірошниченко, М. Пухлій, А. Токарик, Л. Хабібова, Є. Ширинос, Н. Яцюк та інші.